# Wildhans von Breitenlandenberg
Wildhans von Breitenlandenberg (né vers 1410 à Turbenthal, mort le 28 mai 1444 à Nänikon) fut le défenseur de la ville de Greifensee en 1444 lors de l'Ancienne  guerre de Zurich. Cet épisode du conflit, le massacre de Greifensee, se solda par l'exécution par les Confédérés de la garnison zurichoise qui était sous les ordres de von Breitenlandenberg. Pour ses faits d'armes, sa résistance face aux Confédérés et sa fin tragique aux côtés de ses hommes, il fut qualifié de « héros » dans les récits de l'époque. Certaines chroniques le citent sous le nom de Wildhans von Landenberg ou Wildhans von Breiten-Landenberg.

## Biographie
Né vraisemblablement vers 1410 à Turbenthal, Wildhans vont Breitenlandenberg était le fils du seigneur Hermann IV (ou V) et d'Ursula Truchsess von Diessenhofen.
Son frère Hermann (né en 1410, mort en 1474) fut l'évêque de Constance de 1466 à 1474. Il fut un intermédiaire important entre les Confédérés et les Habsbourg. Son autre frère, Kaspar (né en 1439, mort en 1463) fut un pensionnaire du cloître de Saint-Gall entre 1442 et 1463. Sa sœur Anna se maria avec le bourgmestre de Zurich, Konrad Schwend
Il reste peu de trace de la vie de Wildhans en dehors du massacre de Greifensee, si ce n'est une mention lors d'une vendetta menée à Hegau contre les troupes de 32 villes libres. Le statut exact de von Breitenlandenberg lors des évènements du 28 mai 1444 reste incertain. Si son rôle militaire en tant que capitaine et défenseur de Greifensee était clair, on ne sait pas s'il avait un rôle politique au sein du bailli de Greifensee.

## Exécution
Le capitaine von Breitenlandenberg était à la tête d'un contingent d'environ 70 hommes en majorité d'origine paysanne. Du 1er au 27 mai 1444, la garnison retranchée dans le château de Greifensee résista au siège imposé par les troupes confédérées. Après près d'un mois, les 62 hommes encore en vie capitulèrent. Le lendemain, les prisonniers furent décapités à Nänikon. Seuls quelques-uns furent épargnés. On dit que von Breitenlandenberg exigea d'être décapité en premier, afin d'éviter une éventuelle grâce à la fin du massacre en raison de son appartenance à la noblesse. Le corps du capitaine et de deux condamnés furent ramenés le 30 mai à Turbenthal où ils furent inhumés. Les restes des autres victimes furent enterrés à Uster où résidait le Freiherr de von Bonstetten.